# Riabilitazione post mortem
La riabilitazione post mortem o brevemente riabilitazione (in russo реабилитация?, reabilitacija) è una dichiarazione ufficiale o un provvedimento dell'autorità giudiziaria con cui si riconosce l'innocenza di una persona deceduta, ingiustamente condannata, reintegrandone l'onorabilità.

## In Unione Sovietica
La pratica della riabilitazione è stata largamente utilizzata in Unione Sovietica e negli altri regimi comunisti dell'Europa orientale, dopo il XX Congresso del PCUS, nel periodo della destalinizzazione di Nikita Chruščёv a favore delle vittime delle grandi purghe e delle altre repressioni staliniane.
Interrotta con l'avvento al potere di Brežnev e dei suoi successori Andropov e Černenko, è stata poi ripresa ai tempi della glasnost' di Gorbačëv, quando Aleksandr Nikolaevič Jakovlev, stretto collaboratore del nuovo leader, fu chiamato alla presidenza della "Commissione per la riabilitazione delle vittime della repressione".
Dopo la dissoluzione dell'Unione Sovietica alla fine del 1991, questa tendenza continuò nella maggioranza degli Stati post-sovietici. Sia la moderna Russia sia l'Ucraina hanno promulgato leggi "sulla riabilitazione delle vittime delle repressioni politiche", che costituiscono le basi per la continuazione della riabilitazione delle vittime post-staliniste.
Fra i riabilitati celebri si ricordano:
- Grigorij Konstantinovič Ordžonikidze, detto Sergo, rivoluzionario e dirigente bolscevico, costretto da Stalin al suicidio nel 1937;
- Michail Tuchačevskij, maresciallo, capo di stato maggiore dell'Armata Rossa, fucilato nel 1937;
- Evgenij Bronislavovič Pašukanis, giurista sovietico, in contrasto con Stalin, scomparso nel 1937;
- Aleksandr Aleksandrovič Alechin, grande Campione del Mondo di Scacchi russo, definito "nemico dell'Unione Sovietica" per dichiarazioni anti-bolsceviche, deceduto nel 1946;
- Karl Radek, alto dirigente del PCUS, condannato ai lavori forzati nel 1937 per tradimento e spionaggio, morì in carcere, ucciso da un altro detenuto, nel 1939;
- Nikolaj Vavilov, insigne scienziato sovietico, morto di inedia nel carcere di Saratov nel 1943;
- László Rajk, ministro degli Esteri ungherese, impiccato nel 1949 con l'accusa di titoismo;
- Trajčo Kostov Džunev, segretario generale del Partito comunista bulgaro, impiccato nel 1949;
- Rudolf Slánský, presidente del Partito comunista cecoslovacco, processato e impiccato nel 1952, parzialmente riabilitato nel 1963;
- Isaak Ėmmanuilovič Babel', scrittore, autore de L'armata a cavallo, partecipò alla guerra civile russa nella cavalleria di Budënnyj, arrestato nel 1938, fu giustiziato nel 1940.

Con la glasnost' furono riabilitati:
- Lev Borisovič Kamenev, collaboratore di Lenin, esponente della sinistra del PCUS (Partito Comunista dell'Unione Sovietica), fucilato nel 1936;
- Grigorij Zinov'ev, esponente della sinistra del PCUS, fucilato nel 1936;
- Nikolaj Bucharin, presidente del Comintern (Internazionale Comunista) nel 1926, leader della destra del PCUS, fucilato nel 1938;
- Georgij Pjatakov, organizzatore dell'industria pesante sovietica, collaboratore di Sergo Ordžonikidze, giustiziato nel 1937.

Tra le vittime italiane, emigrate in Unione Sovietica, ottennero la riabilitazione:
- Edmondo Peluso, giornalista, antifascista, comunista, fucilato nel 1942, riabilitato nel 1956;
- Emilio Guarnaschelli, operaio, comunista, fucilato nel 1938, riabilitato nel 1957;
- Vincenzo Baccalà, ingegnere, comunista, fucilato nel 1937, riabilitato nel 1956;
- Gino De Marchi, regista cinematografico, antifascista, comunista, fucilato nel 1938, riabilitato nel 1956.